# 油河集站
油河集站位于中华人民共和国安徽省亳州市谯城区古城镇，建于1989年。距北京西站773公里，距常平站1542公里。现为四等站。客运：办理旅客乘降;不办理行李、包裹托运;不办理货运营业。